# إدوين ماكس
إدوين ماكس (بالهولندية: Edwin Max)‏ هو لاعب دارت هولندي، ولد في 23 أغسطس 1969 في لاهاي في هولندا.

## وصلات خارجية
- إدوين ماكس على موقع DartsDatabase.co.uk (الإنجليزية)